# مارك لان (لاعب كريكت)
مارك لان (26 يناير 1968 بألدرشوت في المملكة المتحدة - ) (بالإنجليزية: Mark Lane)‏ هو لاعب كريكت بريطاني. لعب مع Berkshire County Cricket Club ‏.

## وصلات خارجية
- مارك لين على موقع إي آس بي آن كريك إنفو (الإنجليزية)